# الیسا بالسامو
 الیسا بالسامو (ایتالیایی: Elisa Balsamo؛ زاده ۱۲ اوت ۱۹۸۳) یک تنیس‌باز اهل ایتالیا است. 